# Нара (футбольный клуб)
«Нара» — российский футбольный клуб из Наро-Фоминска. Основан в 1929 году. Цвета бордово-белые.

## Прежние названия
- 1967—1968 — «Труд»
- 1969—1995 — «Шелковик»
- 1996—2002 — «Нара»
- 2003—2007 — «Нара-Десна»
- 2008—2011 — «Нара-ШБФР»[1]
- С 2011 — ФК «Нара»

## История
Впервые футболисты «Труда» приняли участие в первенстве страны в 1968 году. Команда выступала в подмосковной зоне класса «Б» и, одержав восемь побед в двадцати восьми матчах, заняла двенадцатое место при пятнадцати участниках. На следующий сезон «Труд», переименованный в «Шелковик», добился более скромного результата — пятнадцатого места. С конца XX века футболу в Наро-Фоминском районе стали уделять больше внимания.
В 2003 году команда была заявлена для участия в первенстве и кубке Московской области. В 2004 году «Нара-Десна» выиграла соревнования в группе «Б» зоны Московская область. Клуб стал обладателем Кубка КФК в регионе «Подмосковье», обыграв в финале ФК «Истра» (2:1 и 1:1). ПФЛ было принято решение включить ФК «Нара-Десна» в состав команд участниц второго дивизиона, зоны «Запад», на 2005 год.
Стартовала во втором дивизионе «Нара-Десна» весьма уверенно, заняв 5-е место по итогам чемпионата. В конце июня в команде сменился главный тренер, вместо Александра Ларина новым рулевым подмосковного клуба стал Виктор Ноздрин. При этом Алексей Баранов стал лучшим бомбардиром зоны с 24 забитыми мячами.
2006 год сложился для команды менее удачно, по итогам сезона наро-фоминцы заняли 8-е место. По ходу сезона Виктора Ноздрина на посту главного тренера сменил Сергей Бойко.
В конце 2007 года контрольный пакет акций клуба приобрёл Фонд развития международных гуманитарных проектов имени Г. И. Лангсдорфа. По решению нового владельца 6 января 2008 года клуб был переименован в ФК «Нара-ШБФР», к названию добавилась аббревиатура «Школы бразильского футбола в России», одного из проектов Фонда. Также было решено изменить символику — новыми клубными цветами стали бордовый и белый. Сезон 2007 года команда закончила на 11 месте в турнирной таблице зоны «Запад» второго дивизиона.
4 января 2008 года новым главным тренером клуба назначен Сергей Лаврентьев. Виктор Ноздрин при этом остался в тренерском штабе клуба. Сезон 2008 года стал наименее успешным для наро-фоминской команды — рекордно низкое 17 место (из 19 команд, принимавших участие в играх).
Сезон 2009 года команда закончила на 15 месте.
В начале сезона 2010 года в клубе произошли изменения на тренерском мостике. 28 апреля Сергея Лаврентьева, за неудачное выступление на Кубке России 2009-10, где Нара проиграла любительскому футбольному клубу Подолье и не удовлетворительные результаты команды, сменил Юрий Николаевич Мигачев, который проработал с командой до 16 июня. Мигачева уволили по той же причине. С 17 июня на пост главного тренера вступил Сергей Тимофеевич Ковтун. С ним команда начала показывать футбол более высокого уровня и сумела подняться в таблице до 12 места.
В марте 2011 года клуб официально расформирован. С 2011 года выступает под названием «Нара» в чемпионате Московской области.

## Достижения
- Зона «Запад» второго дивизиона ПФЛ — 5-е место (2005)
- Кубок России — 1/64 финала (2006-2007, 2009-2010)
- Кубок зоны «Подмосковье», КФК — обладатель (2004)